# جزینان

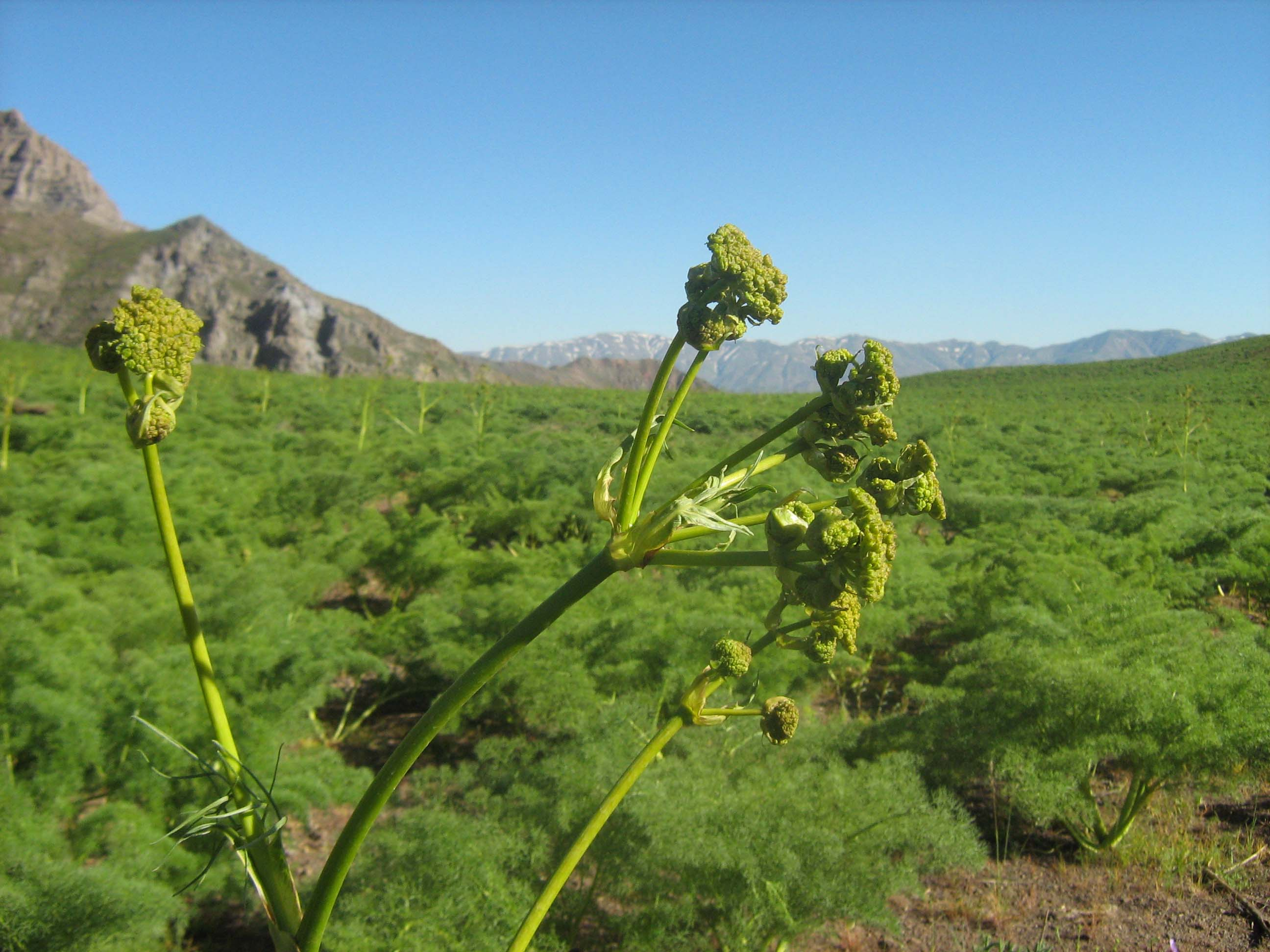
زِرکین چال

گزینان یا نام معرب شده ی آن(جزینان)، روستایی بسیار خوش آب و هوا واقع در بخش میان طالقان، شهرستان طالقان در استان البرز ایران است.

## مشخصات عمومی روستا
روستای گزینان واقع درعرض جغرافیایی ۳۶ ۱۲ ۱۶ و طول جغرافیایی ۵۰ ۴۷ ۱۳ و ۲۰۵۷ متر ارتفاع از سطح دریا روستاهای بخش میان طالقان از شهر طالقان بوده و از سمت شمال با کوهای البرز و الموت روستای دینه رود از سمت شرق با روستای خسبان از سمت جنوب با روستای پردسر و شهرک و از سمت غرب با روستای کولج بالا همجوار است.روستای گزینان یکی از روستاهای بزرگ طالقان است. مساحت روستا به انضمام زمین‌های کشاورزی اطراف آن حدود ۷۷ هکتار است و تعداد خانه‌های موجود در این روستا حدود ۱۸۰ باب خانه است. ار محسنات این روستا وجود زمین‌های هموار و بزرگ و باغ‌های فراوان است که باعث تلطیف هوای آن و ایجاد چشم‌اندازهای عالی در آن گردیده است.راه آسفالته گزینان از شهر طالقان و در محل بانک ملت این شهر جدا گردیده و از دره مشترک جزینان و خسبان عبور نموده و پس از طی مسافت ۴ کیلومتر به گزینان می‌رسد.
زبان گزینان،طبری طالقانی (زبان مازندرانی) است.
روستای گزینان از به هم پیوستن چند بخش اصلی از جمله: ده ،نازرو، باغان و اون دست باغان و... تشکیل شده‌است که در ده، قسمتی از نازرو و باغان جمعیت ساکن هستند و خانهایی ویلایی وجود دارد.
این روستا کوهستانی و سردسیر است و آب این ده از گزینان رود که رودخانه ای دائمی است و از چشمه‌ها و ذوب برف‌های داخل قلل جزینان کوه سرچشمه می‌گیرد، تأمین می‌گردد.
این روستا دارای زمستان‌های بسیار سرد و تابستان‌های خنکی است و به همین واسطه برخی ترجیح می‌دهند که تابستان را در این روستا سپری کنند.
مزار امامزادگان اسماعیل(ع) و محمدباقر(ع) در این روستا قرار دارد.
شهرت(نام فامیل) اکثر ساکنان بومی جزینان عقبائی، اسحاقی و عظیمی است .
روستای گزینان دارای ۱۷ شهید والا مقام دفاع مقدس است .
از سال ۱۳۹۵به بعد این روستا به دلیل هم جواری با شهرک(مرکز اداری وتجاری طالقان)از بافت روستایی خارج و به یکی از ۵ محله ی مرکزی شهری طالقان مبدل شد.

## تاریخچه
این روستا یکی از قدیمی‌ترین روستاهای شهرستان طالقان است که به دلیل وجود رودخانه، از طبیعت بکر و شرایط ویژه برای زندگی
برخوردار بوده‌است .
تغیرات عمده این روستا را در سه محل تاریحی میدانند
۱-درمنطقه در مزارعه نازرود که به نام عری سر روبروی خسبان
۲-در منطقه روبروی فعلی روستا که به نام آندست و محلی به نام ورگه گل
۳-در منطقه باغان امروزی و در محلی به نام کندی سر و کش رفیع
۴-محل فعلی که تا سال ۱۳۳۲ کمی بالاتر بوده که در رانش زمین در سال ۱۳۳۲ تمام روستا تخریب شد و خدارو شکر هیچ آسیبی به ساکنین وارد نشد
۵-روستای فعلی که خود از سه قسمت تشکیل شده است
۱-۵ محله اصلی روستا که مرکزین روستا را شامل می شود در همان محلی که سال ۳۲ در اثر رانش تخریب شده بود ساخته شده است
۵-۲ با رشد جمعیت و برخورداری از آب و هوای بهتر و استفاده از زمین های کشاورزی برای خانه سازی به سمتشما جزینان یعنی منطقه زیبا و دلنشین باغان روی آورده اند
۵-۳ همچنین تعدادی از مردم روستا هم به منطقه دیم زار عسل عسلک که در قسمت جنوب غربی روستا واقع شده ساختمان سازی نموده اند و با نام محلی منطقه نازرود می شناسند
در گذشته اهالی روستا که تعداد کمتری نسبت به امروزه بوده‌اند در نقطه ای دیگر از روستا که به نام باغان شناخته می‌شود زندگی می‌کردند که وجود سنگ قبرهای قدیمی در آن مناطق شاهدی بر این مدعاست . اما به مرور زمان و تغییر شرایط آب و هوایی و محیط زندگی و به دلایلی چون طغیان رودخانه , ریزش کوه و زلزله مجبور به تغییر محل اقامت خود شده بودند.
ازآنجایی که در گذشته مسیر مبادلاتی بین روستا و مناطق دیگر به مانند امروز نبود، مردم روستا مجبور به گذشتن از کوه‌ها و دره‌های اطراف بوده که این امر راه مبادلاتی بین این روستا و روستاه‌ها و شهرهای دور و نزدیک به وجود آورده بود به گونه ای که از سمت شمال با الموت , قزوین و شهسوار مازندران و از جنوب با کرج و تهران و روستاهای دیگر در ارتباط بوده‌است .

## امکانات
این روستا دارای برق، آب شرب بهداشتی، گاز و تلفن ، اینترنت وجاده آسفالته می باشد در گذشته دارای مدرسه ابتدایی بوده است. که هم اکنون دانش آموزان برای گذراندن تحصیل دوره دبیرستان دوره اول و دوم مجبورند با طی مسافت با وسیله ی نقلیه به شهرک( مرکز طالقان) بروند.

## جاذبه‌های گردشگری
با توجه به اینکه این روستا در دامنه کوه واقع شده‌است و باغ‌های سیب و آلو و گیلاس و گلابی و... بعلاوه درختان بسیار بزرگ گردو آن را احاطه کرده‌است منظره بسیار زیبا و بدیعی را به وجود آورده، این شرایط به اضافه هوای بسیار لطیف و نسبتاً خنک و رودخانه ای دائمی در طی تابستان جذب‌کننده افراد غیر بومی زیادی به این روستا در ایام تعطیلات به ویژه تابستان شده‌است.
روستای گزینان مبدا صعود تابستانه  قله صات به ارتفاع 4000 متر و شروع یکی از مسیر های قله شاه البرز در فصول گرم میباشد.
قلعه منصور با ارتفاع حدود 3200 متر در شمال این روستا قرار دارد.

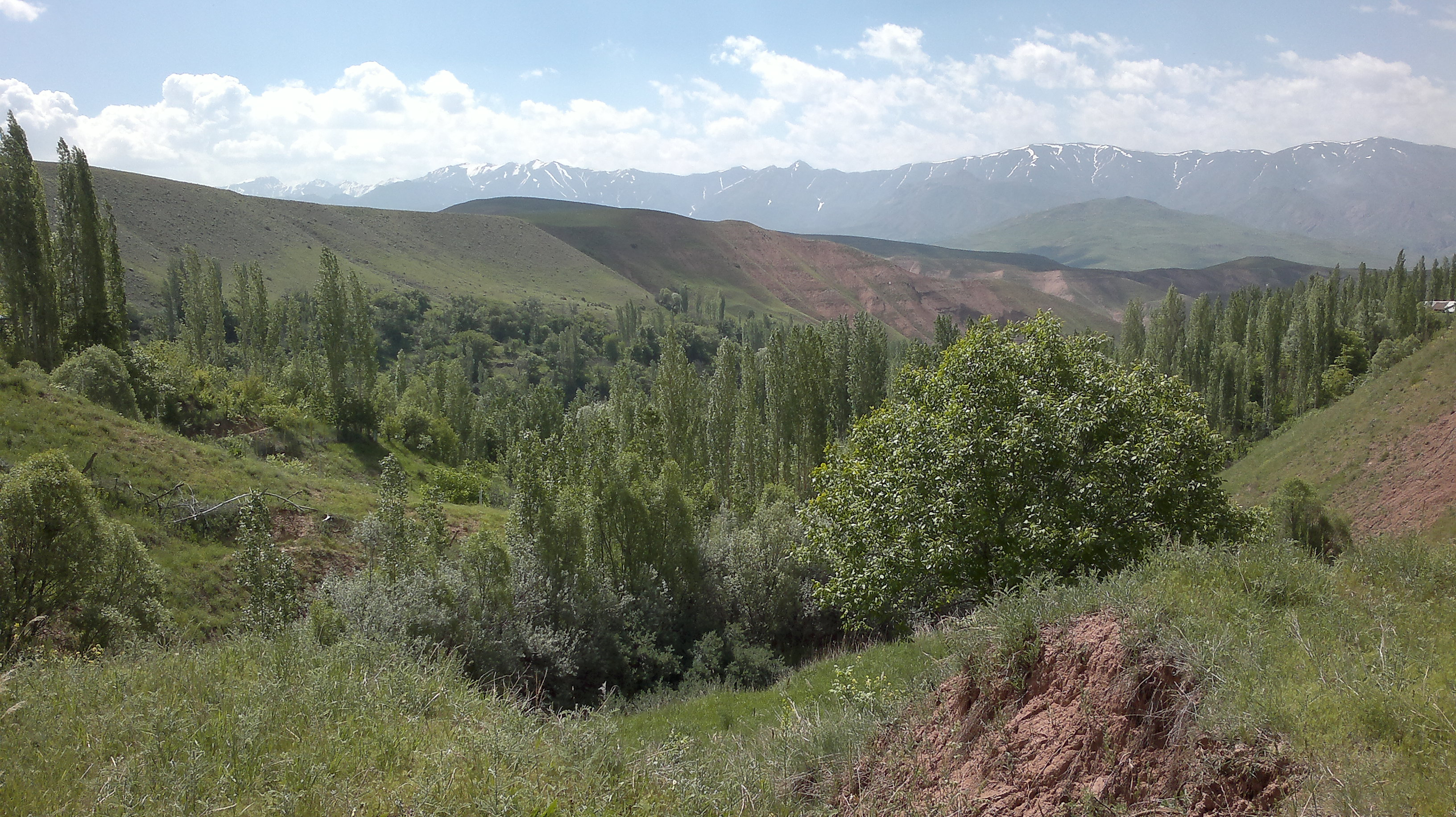
منظره زیبا از دربند روستای جزینان

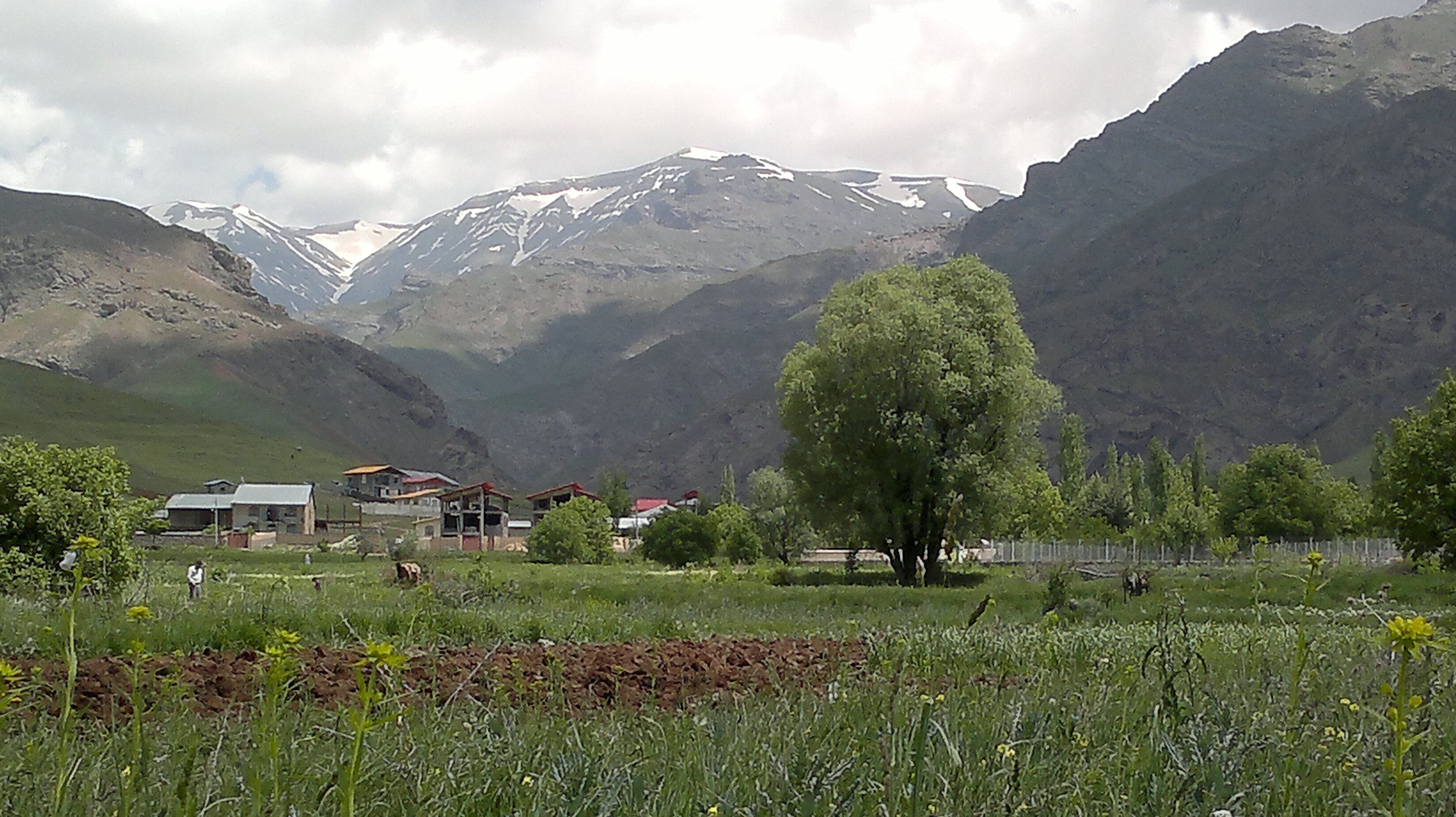
منظره زیبا از نازرو در روستای جزینان

## صنایع دستی
قالیچه، نَمَد، گلیم، جاجیم و چادرشب بافی است.

## نان های سنتی
نان بالی، نان کولاس،فنسجون از غذای محبوب و نان گاگالی از نان‌های سنتی روستای جزینان است .